# Servicio Académico de Monitoreo Meteorológico y Oceanográfico

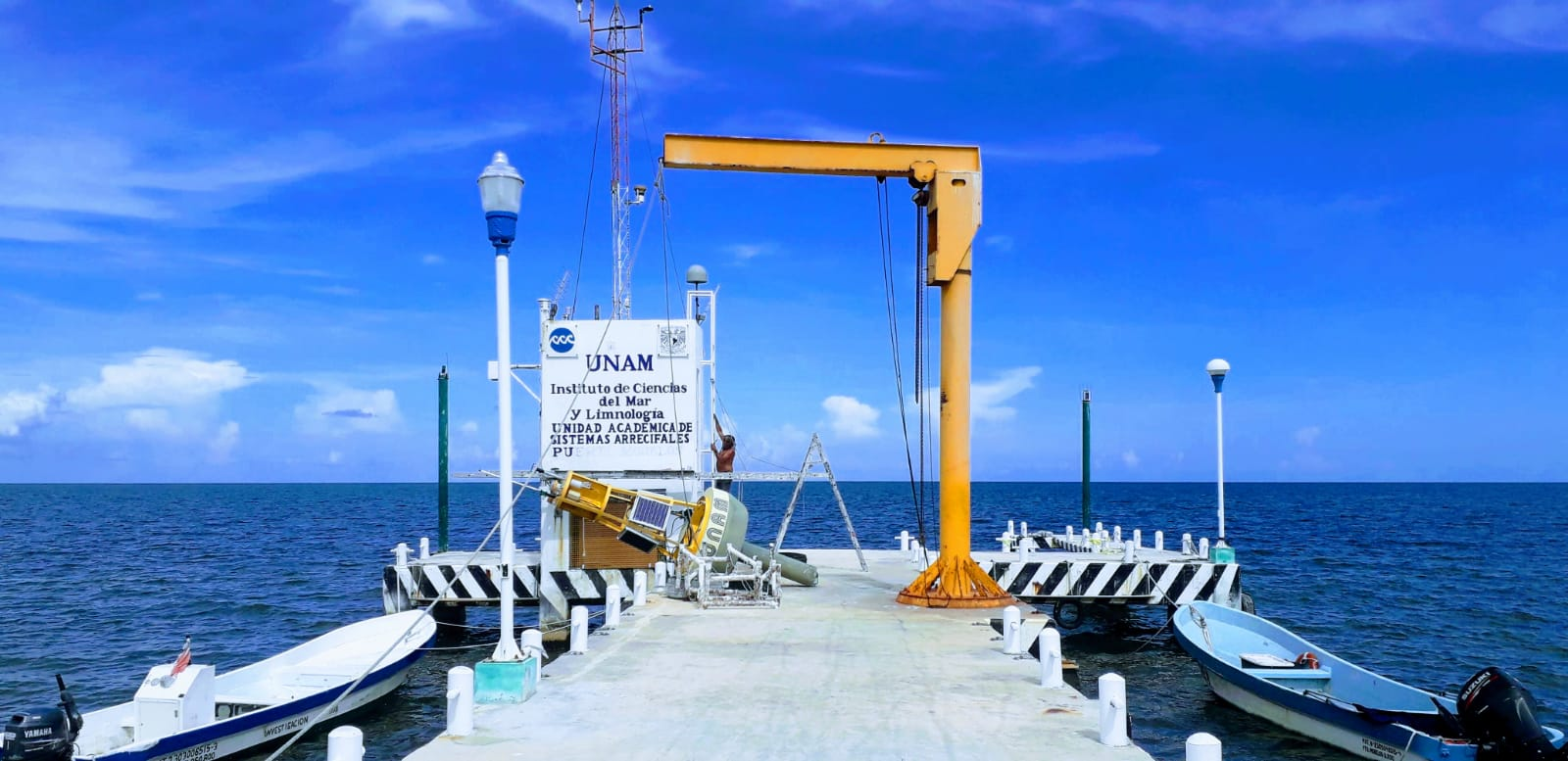
Caseta meteorológica del SAMMO en el muelle de la Unidad Académica de Sistemas Arrecifales,, UNAM, en Puerto Morelos, Quintana Roo.

El Servicio Académico de Monitoreo Meteorológico y Oceanográfico (SAMMO) es una unidad de investigación de la Universidad Nacional Autónoma de México (UNAM). Presta servicios académicos sobre el monitoreo de variables meteorológicas y oceánicas en la Unidad Académica de Sistemas Arrecifales (UASA) del Instituto de Ciencias del Mar y Limnología de la UNAM. Se localiza en el municipio de Puerto Morelos en el estado de Quintana Roo.

### Actividades
El SAMMO cuenta con investigadores capacitados que realizan, recopilan y registran mediciones meteorológicas y oceanográficas usando equipos especializados verificados periódicamente. Entre las variables que mide se encuentran:  temperatura y humedad relativa del aire, presión atmosférica, velocidad del viento, dirección del viento. precipitación pluvial, radiación solar, radiación PAR, y salinidad y temperatura del mar. También monitorea la presencia de sargazo en la zona.
El objetivo de las mediciones es contribuir al conocimiento y apoyar a los compañeros académicos en cumplir los objetivos de investigación de la Universidad.
Los datos que genera son accesibles con fines académicos para usuarios registrados. También el SAMMO participa en el campo de su especialidad en colaboración con otros institutos, instituciones y empresas.

### Reconocimientos
El SAMMO recibió en 2018 el certificado ISO 9001:2015 como reconocimiento a su sistema de gestión de la calidad de sus protocolos. Asimismo, recibió en 2018 el reconocimiento "Calidad UNAM" de parte de la Coordinación de la Investigación Científica de la UNAM.

### Infraestructura
El SAMMO cuenta con una caseta meteorológica y oceanográfica localizada en el muelle de la misma UASA. También utiliza vehículos aéreos no tripulados (drones) para apoyar el desarrollo de investigaciones científicas. 

#### Radar oceanográfico
El SAMMO cuenta con un radar oceanográfico en colaboración con el Centro Mexicano de Innovación en Energía Océano (CEMIE-Océano). Este radar se utiliza para medir el oleaje y las corrientes marinas en las costas de Puerto Morelos. 